# Earn
Earn (ang. River Earn) – rzeka w środkowej Szkocji, w hrabstwie Perth and Kinross, dopływ rzeki Tay.
Rzeka wypływa z jeziora Loch Earn, na wschodnim skraju parku narodowego Loch Lomond and the Trossachs, na wysokości około 100 m n.p.m. Płynie w kierunku wschodnim, dnem doliny Strathearn i uchodzi do rzeki Tay, tuż przed ujściem tamtej do zatoki Firth of Tay.
Większe miejscowości położone nad rzeką to Comrie, Crieff i Bridge of Earn.